# کلیسای ایاصوفیا، میستراس
کلیسای ایاصوفیا، میستراس (یونانی باستان: Ἁγία Σοφία Hagía Sophía "Holy Wisdom")یک کلیسای بیزانسی در قلعه قرون وسطایی، شهر پلوپونز، یونان می‌باشد. این بخشی از سایت باستان‌شناسی گسترده‌تر میستراس است که توسط یونسکو به عنوان میراث جهانی تعیین شده‌است. این بنا که در داخل مجموعه کاخ ساخته شده‌است، تا زمان فتح میستراس توسط عثمانی و تبدیل آن به مسجد اسلامی به عنوان کلیسای کاخ سلطنتی بود. زمانی که یونان در اوایل قرن هجدهم به استقلال دست یافت، ایاصوفیه میستراس دوباره به یک کلیسای مسیحی تبدیل شد.

## معماری
در بیشتر موارد، ایاصوفیه با سیستم معماری محصور شده با آجر ساخته شده‌است که در جنوب یونان رایج است. این بنا متعلق به نوع معماری کلیسای صلیبی شکل دو سبک است که دارای گنبدی است که دارای سه اپیس خارجی سه ضلعی در شرق، یک گلدسته در غرب و دو طاق نما در شمال و غرب است که از میان آنها فقط طاقچه اول است و قسمت شمالی دوم حفظ شده‌است.